# Férfi egyéni műkorcsolya az 1980. évi téli olimpiai játékokon
Az 1980. évi téli olimpiai játékokon a műkorcsolya férfi egyéni versenyszámát február 18. és 21. között rendezték Lake Placidben. Az aranyérmet a brit Robin Cousins nyerte meg. A versenyszámban nem vett részt magyar versenyző.

## Eredmények
Kilenc bíró pontozta a versenyzőket. A pontok alapján a bírók mindegyikénél külön-külön kialakult egy sorrend, az egyes szakaszokban (kötelező elemek, rövid program, kűr) és az összesítésnél is, ez egy helyezési pontszámot is jelentett. Az egyes szakaszok, valamint az összesítés eredménye a következő kritériumok alapján alakult ki:
1. „Többségi helyezések száma”. Az a versenyző végzett előrébb, akit a bírók többsége előrébb rangsorolt. A bírók többsége azt jelentette, hogy a legjobb 5 helyezést adó bíró helyezési pontszámait vették figyelembe, de ha az 5. bíró helyezésével még volt azonos helyezés, akkor az(oka)t is figyelembe vették. Ezt az adatot tartalmazza az oszlop. (Pl. a „6×3+” azt jelenti, hogy a versenyző 6 bírónál az első 3 hely valamelyikén végzett.)
2. „Többségi helyezések összege” (a figyelembe vett bírók helyezési pontszámainak összege)
3. „Helyezések összege” (az összes bíró helyezési pontszámainak összege)
4. „Pont” (az összes bíró által adott összpontszám).

### Kötelező elemek
A kötelező programot február 18-án rendezték. A pontszám a bírók által adott pontok 40%-a.
| Hely. | Versenyző              | Nemzet                 | Többségi helyezések száma | Többségi helyezések összege | Helyezések összege | Pont  |
| ----- | ---------------------- | ---------------------- | ------------------------- | --------------------------- | ------------------ | ----- |
| 1.    | Jan Hoffmann           | NDK (GDR)              | 7×1+                      | 7,0                         | 11,0               | 44,76 |
| 2.    | Charlie Tickner        | Egyesült Államok (USA) | 7×2+                      | 12,0                        | 18,0               | 43,76 |
| 3.    | David Santee           | Egyesült Államok (USA) | 7×3+                      | 19,0                        | 27,0               | 43,04 |
| 4.    | Robin Cousins          | Nagy-Britannia (GBR)   | 8×4+                      | 28,0                        | 34,0               | 41,84 |
| 5.    | Vlagyimir Kovaljov     | Szovjetunió (URS)      | 5×5+                      | 25,0                        | 51,0               | 40,08 |
| 6.    | Jean-Christophe Simond | Franciaország (FRA)    | 6×6+                      | 29,0                        | 52,0               | 40,16 |
| 7.    | Igor Bobrin            | Szovjetunió (URS)      | 7×7+                      | 46,0                        | 62,0               | 38,96 |
| 8.    | Scott Hamilton         | Egyesült Államok (USA) | 5×7+                      | 31,0                        | 64,0               | 38,52 |
| 9.    | Hermann Schulz         | NDK (GDR)              | 7×10+                     | 65,0                        | 88,0               | 35,52 |
| 10.   | Konsztantyin Kokora    | Szovjetunió (URS)      | 7×10+                     | 66,0                        | 90,0               | 35,60 |
| 11.   | Macumura Micuru        | Japán (JPN)            | 5×11+                     | 50,0                        | 100,0              | 34,44 |
| 12.   | Brian Pockar           | Kanada (CAN)           | 6×12+                     | 68,0                        | 110,0              | 34,24 |
| 13.   | Igarasi Fumio          | Japán (JPN)            | 7×13+                     | 84,0                        | 114,0              | 33,52 |
| 14.   | Thomaz Öberg           | Svédország (SWE)       | 5×13+                     | 58,0                        | 116,0              | 33,28 |
| 15.   | Rudi Cerne             | NSZK (FRG)             | 5×14+                     | 69,0                        | 130,0              | 32,56 |
| 16.   | Christopher Howarth    | Nagy-Britannia (GBR)   | 9×16+                     | 142,0                       | 142,0              | 30,68 |
| 17.   | Xu Zhaoxiao            | Kína (CHN)             | 9×17+                     | 153,0                       | 153,0              | 24,32 |

### Rövid program
A rövid programot február 19-én rendezték. A pontszám a bírók által adott pontok 40%-a.
| Hely. | Versenyző              | Nemzet                 | Többségi helyezések száma | Többségi helyezések összege | Helyezések összege | Pont  |
| ----- | ---------------------- | ---------------------- | ------------------------- | --------------------------- | ------------------ | ----- |
| 1.    | Robin Cousins          | Nagy-Britannia (GBR)   | 9×1+                      | 9,0                         | 9,0                | 42,24 |
| 2.    | Jan Hoffmann           | NDK (GDR)              | 7×2+                      | 14,0                        | 22,0               | 41,16 |
| 3.    | David Santee           | Egyesült Államok (USA) | 6×3+                      | 16,0                        | 29,0               | 40,68 |
| 4.    | Scott Hamilton         | Egyesült Államok (USA) | 6×4+                      | 23,0                        | 39,0               | 40,36 |
| 5.    | Charlie Tickner        | Egyesült Államok (USA) | 6×5+                      | 24,0                        | 46,0               | 40,20 |
| 6.    | Igor Bobrin            | Szovjetunió (URS)      | 5×5+                      | 22,0                        | 48,0               | 39,84 |
| 7.    | Macumura Micuru        | Japán (JPN)            | 8×7+                      | 52,0                        | 63,0               | 38,84 |
| 8.    | Igarasi Fumio          | Japán (JPN)            | 5×8+                      | 39,0                        | 79,0               | 38,32 |
| 9.    | Hermann Schulz         | NDK (GDR)              | 8×9+                      | 67,0                        | 77,0               | 38,08 |
| 10.   | Jean-Christophe Simond | Franciaország (FRA)    | 7×10+                     | 63,0                        | 85,0               | 37,64 |
| 11.   | Konsztantyin Kokora    | Szovjetunió (URS)      | 5×10+                     | 46,0                        | 90,0               | 37,08 |
| 12.   | Brian Pockar           | Kanada (CAN)           | 9×12+                     | 108,0                       | 108,0              | 35,92 |
| 13.   | Rudi Cerne             | NSZK (FRG)             | 8×13+                     | 104,0                       | 118,0              | 32,84 |
| 14.   | Thomaz Öberg           | Svédország (SWE)       | 7×14+                     | 97,0                        | 127,0              | 31,52 |
| 15.   | Christopher Howarth    | Nagy-Britannia (GBR)   | 9×15+                     | 133,0                       | 133,0              | 30,68 |
| 16.   | Xu Zhaoxiao            | Kína (CHN)             | 9×16+                     | 144,0                       | 144,0              | 24,24 |

### Kűr
A kűrt február 21-én rendezték. A pontszám a bírók által adott pontok 100%-a.
| Hely. | Versenyző              | Nemzet                 | Többségi helyezések száma | Többségi helyezések összege | Helyezések összege | Pont   |
| ----- | ---------------------- | ---------------------- | ------------------------- | --------------------------- | ------------------ | ------ |
| 1.    | Robin Cousins          | Nagy-Britannia (GBR)   | 8×1+                      | 8,0                         | 10,0               | 105,40 |
| 2.    | Jan Hoffmann           | NDK (GDR)              | 6×2+                      | 11,0                        | 20,0               | 103,80 |
| 3.    | Charlie Tickner        | Egyesült Államok (USA) | 5×3+                      | 14,0                        | 31,0               | 103,10 |
| 4.    | Scott Hamilton         | Egyesült Államok (USA) | 7×4+                      | 22,0                        | 33,0               | 102,90 |
| 5.    | David Santee           | Egyesült Államok (USA) | 7×5+                      | 30,0                        | 42,0               | 101,80 |
| 6.    | Igarasi Fumio          | Japán (JPN)            | 6×6+                      | 34,0                        | 56,0               | 100,20 |
| 7.    | Macumura Micuru        | Japán (JPN)            | 6×7+                      | 38,0                        | 63,0               | 99,00  |
| 8.    | Igor Bobrin            | Szovjetunió (URS)      | 8×8+                      | 60,0                        | 69,0               | 98,60  |
| 9.    | Jean-Christophe Simond | Franciaország (FRA)    | 6×9+                      | 51,0                        | 81,0               | 97,20  |
| 10.   | Konsztantyin Kokora    | Szovjetunió (URS)      | 8×11+                     | 80,0                        | 92,0               | 95,50  |
| 11.   | Rudi Cerne             | NSZK (FRG)             | 5×11+                     | 52,0                        | 101,0              | 93,90  |
| 12.   | Brian Pockar           | Kanada (CAN)           | 5×12+                     | 55,0                        | 107,0              | 93,10  |
| 13.   | Hermann Schulz         | NDK (GDR)              | 5×12+                     | 57,0                        | 109,0              | 93,10  |
| 14.   | Thomaz Öberg           | Svédország (SWE)       | 7×14+                     | 98,0                        | 128,0              | 85,00  |
| 15.   | Christopher Howarth    | Nagy-Britannia (GBR)   | 9×15+                     | 133,0                       | 133,0              | 84,30  |
| 16.   | Xu Zhaoxiao            | Kína (CHN)             | 9×16+                     | 144,0                       | 144,0              | 68,60  |

### Végeredmény
| Helyezés | Versenyző              | Nemzet                 | Helyezési pontszámok bírónként | Helyezési pontszámok bírónként | Helyezési pontszámok bírónként | Helyezési pontszámok bírónként | Helyezési pontszámok bírónként | Helyezési pontszámok bírónként | Helyezési pontszámok bírónként | Helyezési pontszámok bírónként | Helyezési pontszámok bírónként | Több. hely. száma | Több. hely. össz. | Hely. össz. | Pont   |
| Helyezés | Versenyző              | Nemzet                 | 1                              | 2                              | 3                              | 4                              | 5                              | 6                              | 7                              | 8                              | 9                              | Több. hely. száma | Több. hely. össz. | Hely. össz. | Pont   |
| -------- | ---------------------- | ---------------------- | ------------------------------ | ------------------------------ | ------------------------------ | ------------------------------ | ------------------------------ | ------------------------------ | ------------------------------ | ------------------------------ | ------------------------------ | ----------------- | ----------------- | ----------- | ------ |
| Arany    | Robin Cousins          | Nagy-Britannia (GBR)   | 1,0                            | 2,0                            | 1,0                            | 3,0                            | 1,0                            | 1,0                            | 1,0                            | 2,0                            | 1,0                            | 6×1+              | 6                 | 13          | 189,48 |
| Ezüst    | Jan Hoffmann           | NDK (GDR)              | 2,0                            | 1,0                            | 2,0                            | 1,0                            | 2,0                            | 2,0                            | 2,0                            | 1,0                            | 2,0                            | 9×2+              | 15                | 15          | 189,72 |
| Bronz    | Charlie Tickner        | Egyesült Államok (USA) | 4,0                            | 3,0                            | 3,0                            | 2,0                            | 3,0                            | 3,0                            | 4,0                            | 3,0                            | 3,0                            | 7×3+              | 20                | 28          | 187,06 |
| 4.       | David Santee           | Egyesült Államok (USA) | 3,0                            | 4,0                            | 4,0                            | 4,0                            | 4,0                            | 4,0                            | 3,0                            | 4,0                            | 4,0                            | 9×4+              | 34                | 34          | 185,52 |
| 5.       | Scott Hamilton         | Egyesült Államok (USA) | 5,0                            | 5,0                            | 5,0                            | 5,0                            | 5,0                            | 5,0                            | 5,0                            | 5,0                            | 5,0                            | 9×5+              | 45                | 45          | 181,78 |
| 6.       | Igor Bobrin            | Szovjetunió (URS)      | 6,0                            | 6,0                            | 6,0                            | 6,0                            | 7,0                            | 6,0                            | 6,0                            | 6,0                            | 6,0                            | 8×6+              | 48                | 55          | 177,40 |
| 7.       | Jean-Christophe Simond | Franciaország (FRA)    | 7,0                            | 8,0                            | 7,0                            | 9,0                            | 6,0                            | 7,0                            | 7,0                            | 7,0                            | 6,0                            | 7×7+              | 47                | 64          | 175,00 |
| 8.       | Macumura Micuru        | Japán (JPN)            | 8,0                            | 7,0                            | 9,0                            | 8,0                            | 9,0                            | 9,0                            | 9,0                            | 8,0                            | 8,0                            | 5×8+              | 39                | 75          | 172,28 |
| 9.       | Igarasi Fumio          | Japán (JPN)            | 9,0                            | 9,0                            | 10,0                           | 7,0                            | 8,0                            | 8,0                            | 8,0                            | 9,0                            | 9,0                            | 8×9+              | 67                | 77          | 172,04 |
| 10.      | Konsztantyin Kokora    | Szovjetunió (URS)      | 10,0                           | 10,0                           | 8,0                            | 11,0                           | 10,0                           | 10,0                           | 10,0                           | 11,0                           | 11,0                           | 6×10+             | 58                | 91          | 168,18 |
| 11.      | Hermann Schulz         | NDK (GDR)              | 12,0                           | 11,0                           | 11,0                           | 10,0                           | 11,0                           | 12,0                           | 11,0                           | 10,0                           | 10,0                           | 7×11+             | 74                | 98          | 166,70 |
| 12.      | Brian Pockar           | Kanada (CAN)           | 11,0                           | 12,0                           | 12,0                           | 12,0                           | 12,0                           | 11,0                           | 12,0                           | 13,0                           | 12,0                           | 8×12+             | 94                | 107         | 163,26 |
| 13.      | Rudi Cerne             | NSZK (FRG)             | 13,0                           | 13,0                           | 13,0                           | 13,0                           | 13,0                           | 13,0                           | 13,0                           | 12,0                           | 13,0                           | 9×13+             | 116               | 116         | 159,30 |
| 14.      | Thomaz Öberg           | Svédország (SWE)       | 15,0                           | 14,0                           | 14,0                           | 14,0                           | 14,0                           | 14,0                           | 14,0                           | 14,0                           | 14,0                           | 8×14+             | 112               | 127         | 149,80 |
| 15.      | Christopher Howarth    | Nagy-Britannia (GBR)   | 14,0                           | 15,0                           | 15,0                           | 15,0                           | 15,0                           | 15,0                           | 15,0                           | 15,0                           | 15,0                           | 9×15+             | 134               | 134         | 145,66 |
| 16.      | Xu Zhaoxiao            | Kína (CHN)             | 16,0                           | 16,0                           | 16,0                           | 16,0                           | 16,0                           | 16,0                           | 16,0                           | 16,0                           | 16,0                           | 9×16+             | 144               | 144         | 117,16 |